# Schwarzenholz
Schwarzenholz is een plaats in de Duitse gemeente Saarwellingen, deelstaat Saarland, en telt 3.200 inwoners.